# Conure de Vieillot
Pyrrhura frontalis
Espèce
Statut de conservation UICN

 LC  : Préoccupation mineure
Statut CITES
La Conure de Vieillot  (Pyrrhura frontalis) est une espèce d'oiseau appartenant à la famille des Psittacidae. Il est natif d'Amérique du Sud et a été introduit aux États-Unis et au Canada.

## Description
Cet oiseau mesure environ 26 cm. Son plumage est surtout vert. La poitrine jaune verdâtre et le plastron rouge sont marqués des écailles caractéristiques du genre. Les rectrices sont vert olive avec les extrémités et le dessous brun roux. Les rémiges sont nuancées de bleu azur. Les cercles orbitaux sont blancs, les iris et le bec noirs, les pattes grises.

## Sous-espèces
Cet oiseau est représenté par trois sous-espèces :
- P. frontalis frontalis ;
- P. frontalis chiripepe avec le plumage plus pâle et les couvertures auriculaires gris vert ;
- P. frontalis kriegi avec un plastron rouge plus marqué.

## Habitat
Cet oiseau fréquente différents types de boisements avec une préférence pour les forêts d'araucaria. Par contre, il évite celles d'eucalyptus.

## Comportement
Cet oiseau se déplace le plus souvent en groupes de 10 à 40 individus.